# Scotopteryx similaria
Scotopteryx similaria là một loài bướm đêm trong họ Geometridae.